# Čemernica Lonjska
Čemernica Lonjska je naseljeno mjesto u Republici Hrvatskoj u Zagrebačkoj županiji. 

## Zemljopis
Administrativno je u sastavu općine Kloštar Ivanić. Naselje se proteže na površini od 14,08 km².

## Stanovništvo
Prema popisu stanovništva iz 2001. godine u Čemernici Lonjskoj živi 279 stanovnika i to u 89 kućanstava. Gustoća naseljenosti iznosi 19,82 st./km².
| broj stanovnika | 263   | 273   | 273   | 313   | 373   | 430   | 428   | 452   | 471   | 438   | 432   | 385   | 320   | 272   | 279   | 261   | 217   |
|                 | 1857. | 1869. | 1880. | 1890. | 1900. | 1910. | 1921. | 1931. | 1948. | 1953. | 1961. | 1971. | 1981. | 1991. | 2001. | 2011. | 2021. |